# Tratament Balnear Buziaș
Tratament Balnear Buziaș este o companie hotelieră din România.
Titlurile companiei se tranzacționează la categoria de bază a pieței Rasdaq, la secțiunea de negociere extrabursieră, sub simbolul BALN.
Acționarul majoritar al companiei este SIF Transilvania (SIF3), care deține 91,63% din capitalul social.
Cifra de afaceri în 2006: 2,2 milioane euro